# Толудесвенлафаксин
Толудесвенлафаксин (ранее известный как ансофаксин; торговое название — «Жосиньлинь», кит. 若欣林) — антидепрессант из группы ингибиторов обратного захвата моноаминов, одобренный к применению при большом депрессивном расстройстве в КНР.
С июля 2018 года толудесвенлафаксин находится на этапе предрегистрации в США, ЕС и Японии в качестве препарата для лечения депрессии. С января 2023 года он проходит третью фазу клинических испытаний для терапии генерализованного тревожного расстройства. В марте 2020 года Food and Drug Administration приняло заявку от Luye Pharma на регистрацию данного лекарственного средства. В ноябре 2022 года препарат был официально одобрен в КНР для лечения большого депрессивного расстройства.

## Механизм действия
С фармакологической точки зрения толудесвенлафаксин классифицируется как ингибитор обратного захвата серотонина, норадреналина и дофамина (ИОЗСНД). Кроме того, он является пролекарством десвенлафаксина. Однако, в отличие от десвенлафаксина, обладающего селективным действием преимущественно на серотонинергическую и норадренергическую передачу (IC₅₀ для обратного захвата серотонина — 53 нМ, норадреналина — 538 нМ), толудесвенлафаксин демонстрирует более сбалансированную активность в отношении трёх моноаминовых нейротрансмиттеров: IC₅₀ in vitro составляет 723 нМ для серотонина, 763 нМ для норадреналина и 491 нМ для дофамина.